# Grandes Incêndios de Portugal de 2022
Os Grandes Incêndios de Portugal em 2022 começaram em julho de 2022, com conhecimento de um incêndio na zona rural de Ourém e Pombal. Mais tarde, a 13 de julho, os incêndios intensificaram-se com novos pontos preocupantes, em Faro, Quinta do Lago, Palmela, Monchique, Zona de Leiria e muitos outros incêndios no Norte de Portugal.

## O começo
Na sexta feira, dia 8 de julho, foram dadas informações sobre um suposto incêndio perto de Ourém, numa zona rural, de mato.
Nesse dia foram também registados fogos florestais perto de Pombal e, no dia seguinte, em instalações da OGMA, em Alverca do Ribatejo e no Crato.

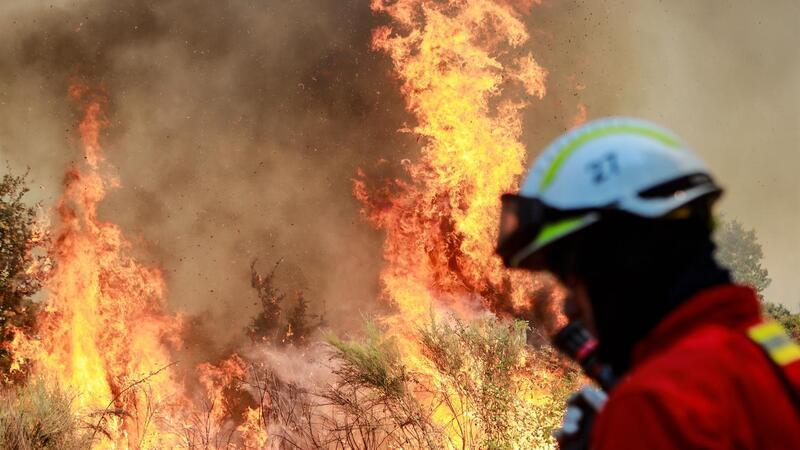
Incêndio em Ourém (Diário de Notícias)

Portugal estava a entrar em estado de emergência, mais tarde decretado pelo governo. Foi também alterada a localização do festival de verão Super Bock Super Rock, devido ao risco extremo de incêndio.
1. Incêndio de Ourém/Pombal - 08/07/2022
2. Incêndio do Crato (Portalegre) - 09/07/2022
3. Incêndio nas OGMA (Alverca do Ribatejo) - 09/07/2022

## O DiaNegro
Dia 12 de julho, às 23:30, foi registado um novo incêndio, em Faro. Este chegou, durante o dia, ao concelho vizinho de Loulé, para onde se propagou. Entretanto, o vento batia 30 quilómetros por hora, o que dificultava o trabalho dos bombeiros e alimentava as chamas.
Mais tarde, o segundo maior incêndio do país alastrou-se para a Quinta do Lago, zona residencial de luxo em Almancil. Portugal passava agora por mais de 2 incêndios, sendo esses dois os maiores, enquanto alcançava temperaturas absurdas de mais de 40 graus em algumas regiões do país.
A meio do dia, os bombeiros foram informados sobre mais dois incêndios florestais, um em Palmela (Setúbal) e outro em Monchique (Algarve). 

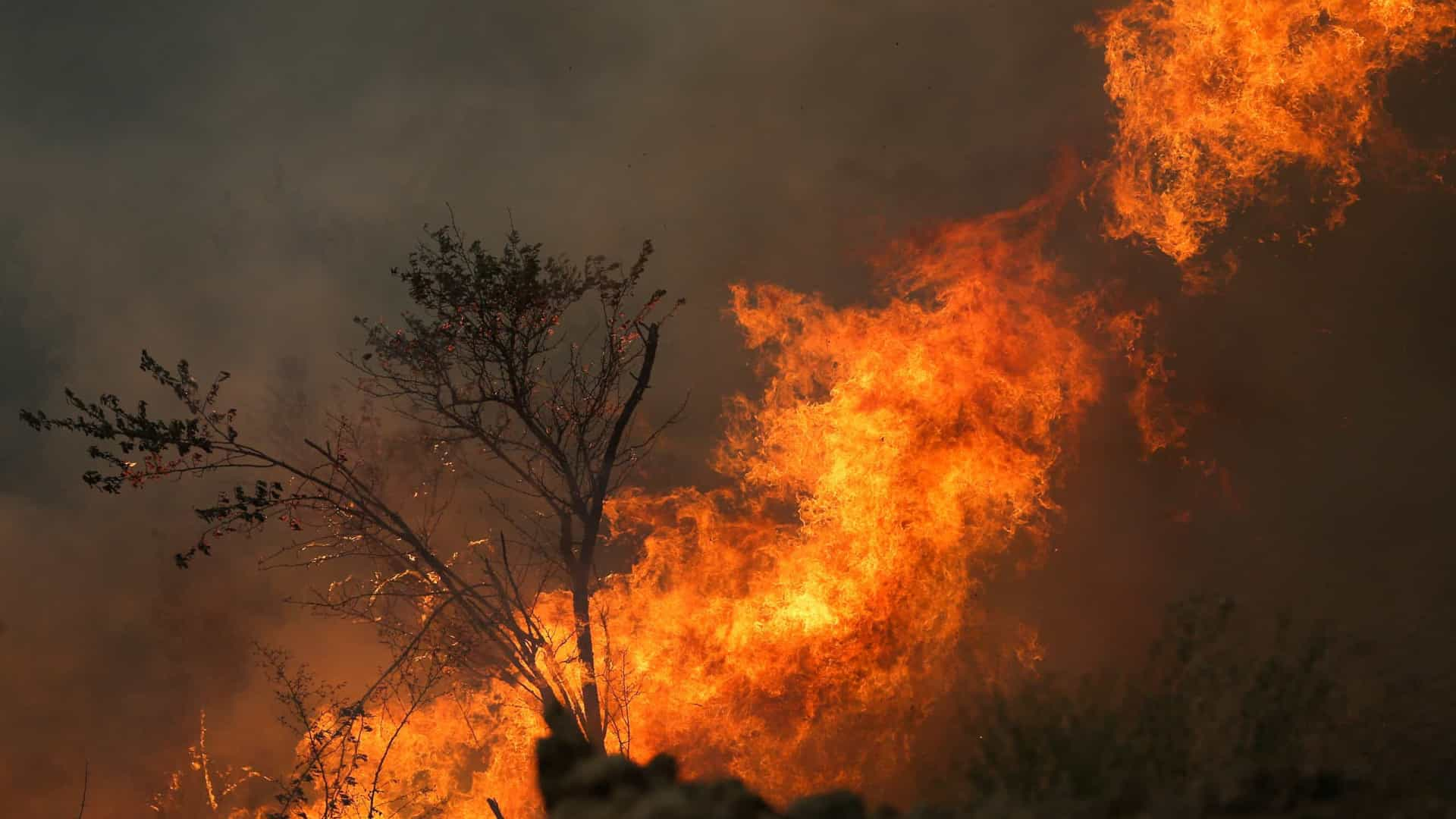
Incêndio em Faro e Almancil (Notícias ao Minuto)

1. Incêndio de Faro e Almancil - 13/07/2022 (23:30)
2. Incêndio de Monchique - 13/07/2022 (aprox. 12:00)
3. Incêndio de Palmela - 13/07/2022 (aprox. 12:15)
4. Incêndio de Estarreja - 13/07/2022 (12:54)

Estavam mais de três mil bombeiros em combate às chamas em todo o território continental, conseguindo dominar o incêndio em Monchique, enquanto todos os outros se agravavam, e o fogo florestal de Almancil tinha mais uma frente, vinda de Norte. Os quintais dos moradores e turistas estavam a ser consumidos pelas chamas, e, a pouco e pouco as pessoas iam sendo retiradas das suas habitações, tanto a Norte como a Sul.

## Grande incêndio da Covilhã e crise na Serra da Estrela
No dia 6 de Agosto de 2022, às 03:18 da manhã (hora de Portugal continental), deflagrou um incêndio na freguesia de Cantar-Galo, concelho da Covilhã, à entrada do Parque Natural da Serra da Estrela, posteriormente alastrando-se ao longo do vale glaciar do Zêzere e atingindo os concelhos de Manteigas e Celorico da Beira. À data da escrita desta secção, mais de 10500 hectares arderam ao longo das florestas da Serra da Estrela, concentrando os esforços de quase 1700 bombeiros, 518 meios terrestres e, por vezes, tanto quanto 16 meios aéreos a atuar em simultâneo.
Os difíceis acessos, devido à orografia do terreno, dificultaram de forma significante o trabalho dos operacionais, levando as chamas até às portas das povoações, tendo sido mesmo reportado que casas devolutas arderam em Verdelhos e que 20 casas foram atingidas em Carrapichana, sendo duas de habitação e o resto devoluto ou de habitação secundária.
A estratégia de combate ao incêndio foi altamente criticada pelo autarca de Manteigas, mais especificamente no dia em que naquela zona passou a 3ª etapa da Volta a Portugal, onde, segundo o mesmo, apesar de existirem 10 meios aéreos destacados para o incêndio na altura, nenhum efetuou uma única descarga no vale glaciar do Zêzere, redirecionando o seu foco para a zona onda iria passar a prova de ciclismo. A visível frustração levou o autarca a proferir que "a Volta a Portugal volta para o ano, esta encosta começa a recuperar daqui a 15."
No 3º dia de combate ao incêndio, um helicóptero ligeiro transportando uma equipa de sapadores florestais sofreu um acidente enquanto se deslocava para o teatro de operações, tendo o veículo sofrido "danos significativos", ao contrário da sua tripulação que se encontrava "bem fisicamente", tendo sido despachada uma equipa de bombeiros da corporação de Nelas para o local do acidente para assegurar a segurança da aeronave e dos tripulantes. 
No 5º dia de combate, em Celorico da Beira, um carro de bombeiros proveniente de Loures capotou durante o combate às chamas, causando 2 feridos graves, um dos quais com um traumatismo cranioencefálico.
A causa do incêndio ainda não foi determinada, havendo, porém, fortes convicções por parte das populações das zonas afetadas e do autarca do município da Covilhã de que o incêndio surgiu por ação humana, tese suportada pela hora a que deflagrou o incêndio. 
Ao 7º dia de combate, o fogo foi dominado e entrou em fase de resolução e posteriormente de conclusão, mantendo-se ainda várias dezenas de operacionais apoiados por vários meios aéreos.
Quando a comumente denominada "tragédia ambiental" no parque natural parecia abrandar e ceder aos meios, um novo incêndio no norte do mesmo, perto de Vila Viçosa, rapidamente se transformou em mais uma enxaqueca para os operacionais da zona. Em poucas horas o fogo tomou grandes proporções e ameaçou casas e culturas, reduzindo a cinzas mais cerca de 1400 hectares da serra, sendo necessários os esforços de mais de 400 bombeiros, 11 meios aéreos e uma população determinada em proteger as suas terras pelas sacholas e mangueiras nas suas mãos. Pelas 7:30 do dia seguinte, a ocorrência encontrava-se em fase de resolução, e ao cair da noite, em conclusão. 
Durante a tarde do dia 15 de agosto, o incêndio sofreu três reacendimentos em simultâneo, e avançou de forma rápida e perigosa. Durante os três dias em que esses reacendimentos fustigaram novamente a serra, foram atingidas as localidades de Valhelhas, Gonçalo, Orjais e Belmonte com maior intensidade, forçando à evacuação destas localidades onde foram destruídos terrenos agrícolas, pastos, anexos, e até inclusive duas casas, para além dos prejuízos em vida animal, onde se feriram e perderam diversas vidas. Neste tema, surgiu uma imagem polémica em Famalicão da Serra na qual o corpo carbonizado de um cão aparece acorrentado à grade de um quintal. 
Os reacendimentos foram dominados ao cair da noite do dia 17, após os esforços de mais de 1200 bombeiros e mais de 10 meios aéreos e após um acréscimo de cerca de 10000 hectares ao total de área ardida. 
Combinando a área ardida de ambos os incêndios, arderam aproximadamente 26000 hectares da reserva, o que corresponde a cerca de 26% (101060 hectares) do seu total. Durante o incêndio da Covilhã, o total de energia libertada foi equivalente à de 25 bombas de Hiroshima.
No dia após os reacendimentos serem dominados, um novo incêndio em Gouveia, na localidade de Nabais começou a consumir uma zona de declive acentuado dentro da Serra da Estrela, reunindo (até às 19:45 do dia da ignição) quase 230 operacionais, apoiados por 57 meios terrestres e 10 meios aéreos.